# Samwel Torossjan
Samwel Torossjan (armenisch Սամվել Տորոսյան, englische Transkription: Samuel Torosyan; * 27. Mai 1988) ist ein ehemaliger armenischer Skilangläufer und Biathlet.

## Karriere
Samwel Torossjan startete für die Gyumri Winter Sports School. Bei den Sommerbiathlon-Europameisterschaften 2008 trat er erstmals in Erscheinung, wurde mit zehn Fehlschüssen Letzter des Sprints und qualifizierte sich damit nicht für das Massenstartrennen. National trat er im Skilanglauf im Rahmen der Armenischen Meisterschaften im Januar 2010 in Erscheinung, wo seine besten Resultate Platz neun über 10 Kilometer Klassisch und Rang elf über 15 Kilometer Freistil wurden. Bei den Sommerbiathlon-Europameisterschaften 2010 in Osrblie startete er neben Howhannes Sargsjan als erster Armenier bei einem Großereignis im Biathlon und wurde mit sieben Schießfehlern bei zehn Versuchen 34. Zum Verfolgungsrennen trat er wie sein Landsmann nicht mehr an. Seitdem trat er auch nicht mehr in Erscheinung.